# Râul Gliganu
Râul Gliganu este un curs de apă, afluent al Râului Dâmbovnic. 